# Amanda Nerman
Matilda Malvina Sofia Amanda Nerman, gift Taube, född 25 juni 1841 i Klara församling, Stockholms stad, död 24 januari 1919 i Oscars församling, Stockholms stad, var en svensk skådespelerska.

## Biografi
Amanda Nerman var elev vid Kungliga Baletten 1855–1857 och sedan engagerad vid Mindre Teatern 1857–1861, vid Svenska Teatern i Helsingfors 1861–1863, där hon beskrivs som en publikens gunstling, och slutligen, efter studier i Paris, anställd vid Dramaten 1864–1873.  
Hennes bästa roll ansågs vara Tusnelda i "Slägtingar". Bland hennes övriga roller nämns Emma i "Hertig Job" (öfversatt av henne själv), Camille i "En teaterpjes", Clara i "Egmont", Elmire i "Tartuffe", Isabella i »Skola för äkta män» och Clara i "Stolthet mot stolthet". 
Nerman var gift med greve Carl Taube från 1873 till hans död. Hon avslutade sin karriär vid sitt giftermål 1873, men framträdde 1893 återigen på Dramaten i en välgörenhetsföreställning. Makarna Taube är begravna på Norra begravningsplatsen utanför Stockholm.

## Teater

### Roller (ej komplett)
| År   | Roll    | Produktion                          | Regi | Teater                      |
| ---- | ------- | ----------------------------------- | ---- | --------------------------- |
| 1868 | Cecilia | Han är inte svartsjuk Alexander Elz |      | Kungliga Dramatiska Teatern |